# Hækberberis
Hæk-Berberis (Berberis thunbergii) er en lille, løvfældende busk med en meget tæt og opret til overhængende, kuplet vækstform. Den ses undertiden forvildet i naturen fra dyrkning.

## Beskrivelse
Alle grene og skud er tæt besat med torne. Barken er først rødbrun og rillet. Senere bliver den grå og furet. Gamle grene kan få bark, der skaller af i flager. Knopperne er spredte og gråbrune. Bladene sidder tæt sammen på kortskud, så det virker, som om de er knippestillede. De er ægformede til spatelformede med lang stilk og hel rand. Oversiden er friskt grøn, mens undersiden er er blåligt grøn. Høstfarven er kraftigt gul/orange/rød.
Blomsterne er skålformede og gule, af og til med en rødlig yderside. De er sidder 2-5 sammen i kvaste fra bladhjørnerne. Frugterne er lakrøde bær. Frøene modner godt og spirer villigt.
Rodnettet er kraftigt. Det når vidt omkring og er tæt forgrenet. Veddet er gult.
Højde x bredde og årlig tilvækst: 2 x 2 m (15 x 15 cm/år). Disse mål kan fx anvendes, når arten udplantes.

## Voksested
Hæk-Berberis vokser på tørre bjergskråninger i det nordlige Japan, hvor den forekommer langs flodbredder og i skovbryn.
På den sydlige del af Tsukuba-bjergkæden i Ibaraki-præfekturet (på østkysten af øen Honshū), Japan, vokser arten sammen med bl.a. Skæbnetræ, Butbladet Liguster, Castanea crenata (en art af Kastanje), Djævletræ, Dværg-Azalea, Eriobotrya japonica ("Japanmispel"), Fliget Kranstop, Guldbånds-Lilje, Have-Aucuba, Have-Hortensia, Hosta sieboldiana, Hvid Fredløs, Hvid Jodplante, Hvid Morbær, Japan-Pileurt, Japansk Akshale, Japansk Asters, Japansk Avnbøg, Japansk Blommetaks, Japansk Blåregn, Japansk Bøg, Japansk El, Japansk Fyr, Japansk Konvalbusk, Japansk Kryptomeria, Japansk Løn, Japansk Prydæble, Japansk skimmia, Japansk Spiræa, Japansk Stjerneanis, Japansk Styrax, Japansk Sølvlys, Japansk Zelkova, Kalopanax, Kantet Konval, Kuriler-Magnolia, Manchurisk Aralie, Mangeblomstret Sølvblad, Ranunkelbusk, Quercus glauca (en art af Eg), Rødnervet Løn, Smalbladet Perikon, Sol-Cypres, Sorbus japonica (en art af Røn, Stikkelbær-Kiwi, Stuearalie, Tofarvet Kløverbusk, Vinge-Benved, Vitis thunbergii (en art af Vin) og Ægte Kamelia

## Løv og bær
Løvet er næringsrigt og virker mulddannende. Bærrene er spiselige, men sure. Alle andre dele af busken er giftige.
| Portal | Portal:Botanik |

## Note
1. ↑  Takashi Kurihara og Kazuo Obata: Flora of Vascular Plants in the Southern Part of the Tsukuba Mountain Range Arkiveret 29. maj 2011 hos  Wayback Machine (engelsk)